# BE (album Pain of Salvation)
"BE" to piąty studyjny album zespołu Pain of Salvation wydany w 2004 roku przez InsideOut Music. Jest to album koncepcyjny, którego tematyką jest istnienie Boga i ludzkość. Wraz z zespołem na albumie występuje 9-osobowa orkiestra The Orchestra of Eternity. Jest to ostatni album na którym basistą był Kristoffer Gildenlöw. "BE" jest pierwszym albumem Pain of Salvation, który został podzielony na więcej niż 3 rozdziały.
Album został zagrany w całości na żywo i uwieczniony jako "BE" (Original Stage Production).

## Lista utworów
Prologue
01. Animae Partus ("I am") – 1:48
I Animae Partus
All in the Image of
02. Deus Nova – 3:18
03. Imago (Homines Partus) – 5:11
04. Pluvius Aestivus – 5:00
Of Summer Rain (Homines Fabula Initium)
II Machinassiah
Of Gods & Slaves
05. Lilium Cruentus (Deus Nova) – 5:28
On the Loss of Innocence
06. Nauticus (Drifting) – 4:58
07. Dea Pecuniae – 10:09
I Mr. Money
II Permanere
III I Raise My Glass
III Machinageddon
Nemo Idoneus Aderat Qui Responderet
08. Vocari Dei – 3:50
Sordes Aetas – Mess Age
09. Diffidentia (Breaching the Core) – 7:26
Exitus – Drifting II
10. Nihil Morari
(Homines Fabula Finis) – 6:21
IV Machinauticus
Of the Ones With no Hope
11. Latericius Valete – 2:27
12. Omni – 2:37
Permanere?
13. Iter Impius – 6:21
Martius, son of Mars
Obitus Diutinus
14. Martius/Nauticus II – 6:41
V Deus Nova Mobile
...and a God is Born
15. Animae Partus II – 4:08

## Twórcy

### Zespół
- Daniel Gildenlöw – wokal, gitara, mandolina, instrumenty perkusyjne
- Fredrik Hermansson – instrumenty klawiszowe
- Johan Hallgren – gitara, wokal
- Johan Langell – perkusja.
- Kristoffer Gildenlöw – gitara basowa

### The Orchestra of Eternity
- Mihai Cucu – pierwsze skrzypce
- Camilla Arvidsson – drugie skrzypce
- Kristina Ekman – skrzypce
- Magnus Lanning – wiolonczela
- Asa Karlberg – flet
- Anette Kumlin – obój
- Nils-Ake Pettersson – klarnet
- Dries van den Poel – klarnet basowy
- Sven-Oloe Juvas – tuba

### Gościnnie wystąpili
- Mats Stenlund – organy kościelne
- Cecilia Ringkvist – wokal

### Inni
- Donald Morgan – narracja
- Donald K. Morgan – narracja
- Alex R. Morgan – narracja
- Kim Howatt – komentator
- Jim Howatt – komentator
- Jackie Crotinger – komentator
- Ross Crotinger – komentator
- Tom Kleich – Mr. Money w radiu
- Blair Wilson – przeprowadzanie wywiadu w radiu, Miss Mediocrety
- Gaby Howatt – Miss Mediocrety
- Molly Fahey – "There's room for all God's creatures..."

### Wygląd albumu
- Lars Ardarve – Fotografie
- Per Hillblom
- Kim Howatt – Fotografie
- Jim Howatt – Fotografie
- Kristoffer Gildenlöw – Fotografie
- Daniel Gildenlöw – Fotografie, okładka